# Tōru Tanabe

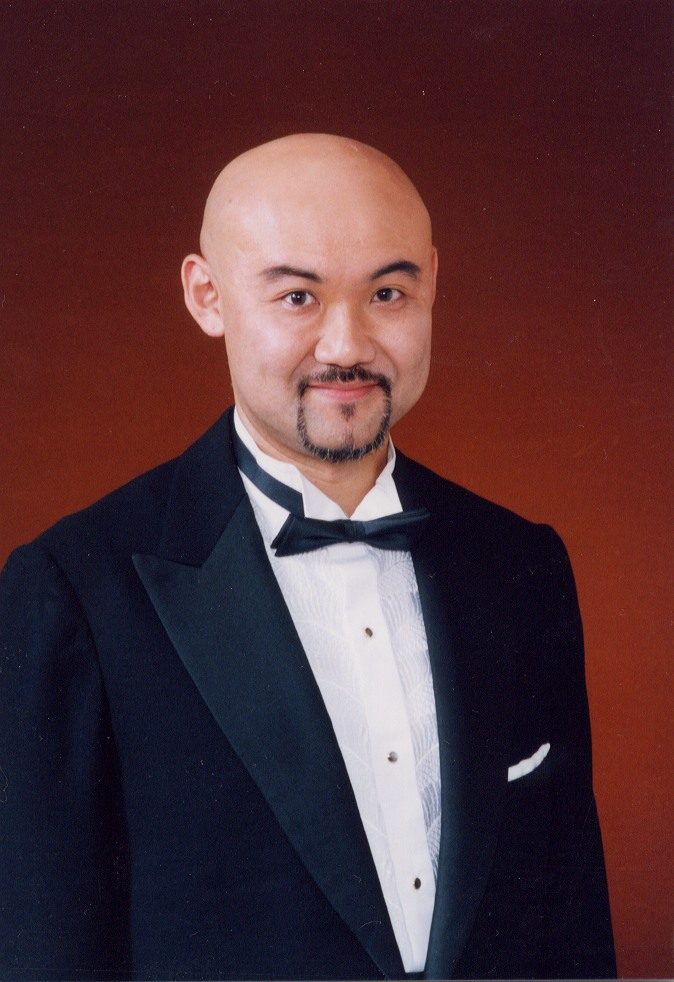
Tōru Tanabe

Tōru Tanabe (japanisch 田辺 とおる Tanabe Tōru; * 6. Januar 1961 in Yokohama, Präfektur Kanagawa) ist ein japanischer Opernsänger (Bariton), Schauspieler und Synchronsprecher.

## Leben
Der Bariton Tanabe erhielt seine Gesangs- und Opernausbildung, nach einem Klavier- und Flötenstudium in seiner Heimatstadt und an der Hochschule Mozarteum in Salzburg, an der Hochschule Musashino in Tokio (Abschluss mit Auszeichnung) und an der Hochschule Graz. Er ist Preisträger des Gesangswettbewerbs „Italo-Giappone“ (Tokio) und des internationalen Opernwettbewerbs „A. Catalani“ (Ostra/Italien). Seit 1992 ist er als Opernsänger in Deutschland tätig und gehörte zwischen 1995 und 1999 dem Solistenensemble des Nordharzer Städtebundtheaters Halberstadt an. In den letzten Jahren führten ihn zahlreiche Konzerte und Gastspiele mit Partien deutscher und italienischer Opern, Operetten und Musicals vorwiegend im Fach Charakterbariton auf die verschiedensten Bühnen in Japan und Deutschland.
Tōru Tanabe spielte bereits in verschiedenen Fernsehdramen (u. a. „SOKO Leipzig“) und Werbespots mit. Einem größeren Publikum wurde er als deutscher Synchronsprecher des Oscar-nominierten Schauspielers Ken Watanabe in den Filmen Last Samurai, Batman Begins, Inception und Godzilla bekannt.
Ein weiterer Ausdruck seiner Vielseitigkeit sind seine Auftritte mit dem Pianisten Matthias Graeff-Schestag bei verschiedenen deutschen Anime- und Manga-Veranstaltungen, wie z. B. der Connichi des Animexx e. V. in Kassel, der Shumatsu des Aniversum Dresden e. V. in Dresden und der AniMaCo in Berlin. Dort führt er alte und neue japanische Lieder auf, deren Text er ins Deutsche übersetzt hat, und interpretiert bekannte Anime-Soundtracks auf Deutsch und Japanisch.
Bis 2007 lebte Tanabe hauptsächlich in Deutschland und wurde anschließend Dozent an der Musikhochschule Kunitachi in Kunitachi.
Im Dezember 2018 gab Tanabe bekannt, für die Demokratische Volkspartei bei der Oberhauswahl 2019 im Wahlkreis der Präfektur Ishikawa (zwei Mandate, eins zur Wahl) zu kandidieren. Er unterlag dort mit 32,8 % der Stimmen Amtsinhaber Shūji Yamada (LDP; 67,2 %).

## Studien
- 1965–1974 Klavier (Okuzumi, Yokohama)
- 1976–1979 Querflöte (Shibata, Yokohama)
- 1979 Abitur (Yokohama)
- 1979–1982 Querflöte (Zangerle, Hochschule „Mozarteum“ in Salzburg)
- 1981–1983 Gesang (H. Blaschke, Hochschule Würzburg)
- 1984–1988 Gesang/Oper (S. Hikita, Hochschule Musashino in Tokio)
- 1988 Hochschulabschluss mit Auszeichnung
- 1991–1992 Oper (E.-D. Suttheimer und Ch. Poeppelreiter, Hochschule Graz)

## Wettbewerbe
- 1991 Finalist des 27. Gesangswettbewerbs „Italo-Giappone“ (Tokio)
- 1994 Sonderpreis „D. Andrews“ beim 4. internationalen Opernwettbewerb „A. Catalani“ (Italien)

## Bühnenerfahrung
- 1985–1991 freiberufliche Tätigkeiten in Tokio (Oper und Konzerte)
- 1992–1995 Opernchor des hessischen Staatstheaters Wiesbaden
- 1995–1999 Solist des Nordharzer Städtebundtheaters Halberstadt
- seit 1997 regelmäßige Konzertreisen nach Japan (Arien- und Liederabende)
- seit 1999 regelmäßige Operngastspiele in Japan und freiberufliche Tätigkeiten in Deutschland (Oper, Operette und Musical)

## Werke
Notenbücher:
- Alte und neue Lieder aus Japan in deutscher Übersetzung (Mai 2003, Thiasos Verlag)
- Rakuraku (März 2005, Thiasos Verlag)

CDs:
- Alte und neue Lieder aus Japan in deutscher Übersetzung (November 2003, Thiasos Verlag)
- Anime Classics (Oktober 2006, Anime Records)

## Synchronrollen (Auswahl)
- 2003: Ken Watanabe als Katsumoto in Last Samurai
- 2005: Ken Watanabe als Ra’s Al Ghuls Doppelgänger  in Batman Begins
- 2009: als Erzähler in Jigoku – Die Qualen der Hölle
- 2010: Ken Watanabe als Tanaka in Shanghai
- 2010: Ken Watanabe als Saito in Inception
- 2012: Tadanobu Asano als Captain Yugi Nagata in Battleship
- 2014: Ken Watanabe als Dr. Ishiro Serizawa in Godzilla
- 2019: Ken Watanabe als Hide Yoshida in Pokémon Meisterdetektiv Pikachu
- 2020: Goro Takemura im Videospiel Cyberpunk 2077